# Guido Maria Conforti
Svatý Guido Maria Conforti (30. března 1865 Casalora di Ravadese – 5. listopadu 1931 Parma) byl italský římskokatolický kněz, arcibiskup Parmy a zakladatel Zbožné společnosti sv. Františka Xaverského pro zahraniční misie, tzv. Xaveriánů.

## Život
Narodil se 30. března 1865 v Casalora di Ravadese jako osmé z deseti dětí Rinalda Confortiho a Antonie Adorni. Základní školu navštěvoval ve svém rodném městě. Jako dítě chodíval do kostela a zde rozmlouval s ukřižovaným Kristem (před krucifixem). Když mu bylo 17 let, odešel do kněžského semináře v Parmě. Při studiu četl práce sv. Františka Xaverského a tím dostal inspiraci stát se misionářem. Chtěl vstoupit k jezuitům či salesiánům Dona Bosca, což se mu však nepodařilo. V době jeho pobytu v semináři byl rektorem semináře Andrea Carlo Ferrari, budoucí kardinál a blahoslavený. Po krátké době se stali přáteli.
Dne 22. září 1888 byl vysvěcen na kněze. Po vysvěcení se stal profesorem v semináři. Později působil jako vicerektor semináře a generální vikář diecéze Parma (od 7. března 1896).
Roku 1895 založil Zbožnou společnost sv. Františka Xaverského pro zahraniční misie a 3. prosince stejného roku získala nová kongregace od papeže Lva XIII. schválení. Roku 1899 byli první misionáři posláni do Číny.
Dne 9. června 1902 jej papež jmenoval metropolitním arcibiskupem ravennským. Biskupské svěcení přijal 11. června 1902 z rukou kardinála Lucida Maria Parocchiho a spolusvětiteli byli arcibiskup Felix-Marie de Neckere a arcibiskup Diomede Panici. Dne 12. října 1904 rezignoval na post arcibiskupa kvůli chabému zdraví.
Dne 14. listopadu 1904 jej papež Pius X. jmenoval biskupem koadjutorem diecéze Parma a titulárním arcibiskupem ze Stauropolis. Dne 12. prosince 1907 se stal arcibiskupem-biskupem Parmy.
Roku 1928 odešel na krátký čas do Číny, kde působil se svými misionáři. Poté se vrátil do Parmy.
Zemřel 5. listopadu 1931 v Parmě.

## Proces svatořečení
Proces byl zahájen 18. března 1941 v diecézi Parma. Dne 11. února 1982 uznal papež Jan Pavel II. jeho hrdinské ctnosti.
Dne 6. dubna 1995 uznal papež zázrak na jeho přímluvu. Blahořečen byl 17. března 1996.
Dne 10. prosince 2010 uznal papež Benedikt XVI. druhý zázrak na jeho přímluvu. Svatořečen byl 23. října 2011.